# Toxeuma
Toxeuma is een geslacht van vliesvleugeligen uit de familie Pteromalidae. De wetenschappelijke naam van dit geslacht is voor het eerst geldig gepubliceerd in 1833 door Walker.

## Soorten
Het geslacht Toxeuma omvat de volgende soorten:
- Toxeuma aciculare Heydon, 1988
- Toxeuma acilius (Walker, 1848)
- Toxeuma affinis Ashmead, 1901
- Toxeuma aphareus (Walker, 1839)
- Toxeuma aquilonium Heydon, 1988
- Toxeuma discretum Graham, 1984
- Toxeuma faceta Girault, 1913
- Toxeuma ferrugineipes Ashmead, 1901
- Toxeuma fuscicorne Walker, 1833
- Toxeuma gerra Heydon, 1988
- Toxeuma hawaiiensis Ashmead, 1901
- Toxeuma inopinum Heydon, 1988
- Toxeuma nigrocyanea Ashmead, 1901
- Toxeuma nubilipennis Ashmead, 1901
- Toxeuma orobia (Walker, 1842)
- Toxeuma paludum Graham, 1959
- Toxeuma styliclava (Hedqvist, 1974)
- Toxeuma subtruncatum Graham, 1959
- Toxeuma tarsata Ashmead, 1901